# 海里
海里（英語：Nautical mile），或浬（也可當作双音节字，读作“海里”），是用於航海或航空的長度單位，通常1 海里等於1.852公里。沒有統一符號，通常是M、NM、Nm、nmi、nm。

## 定义

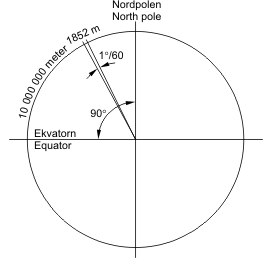
浬的舊定義

“海里”在传统定义为子午线「1角分」的长度（子午线是地球表面连接南北两极的大圆线上的半圆弧，等于180度。1度等于60角分，故1海里的长度是子午线长度÷180÷60），可从航海图中以子午线上纬度的改变来量度。由于地球并非完美球体，1角分的距离隨者緯度不同在子午線上有微小差距並不完全相等，因此海里的长度理论上并不固定。

## 規範
1929年在摩纳哥的国际水文地理学会议（International Extraordinary Hydrographic Conference），定义1海里为1.852公里。在此之前，不同国家、地区对1海里的定義稍有不同，如英国在1970年前的1海里为6,080英尺，相当于1,853.184公尺，而美国以前1海里为6,080.2英尺，相当于1,853.249公尺。

## 相關單位
相關速度單位為“節”（knot或kt），定義為“海里/小時”（nautical mile per hour）。